# Орасіо Подеста
Орасіо Подеста (ісп. Horacio Podestá, 26 липня 1911 — 15 липня 1999) — аргентинський академічний веслувальник.
Бронзовий призер Олімпійських Ігор 1936 року в складі розпашної двійки без стернового.